# Hiperleptinèmia

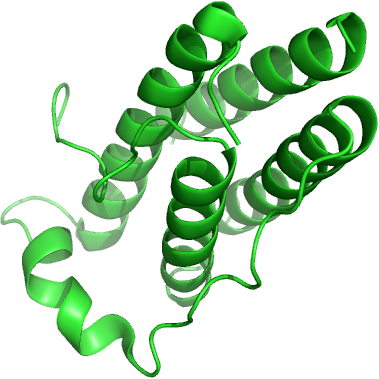
Molècula de leptina

La hiperleptinèmia, substantiu compost pel prefix hiper- (del grec hyper, "sobre", "ultra mesura"), pel nom leptina (del grec leptos, "fi"), i pel sufix -èmia (propi dels substantius que fan referència als nivells de substàncies en sang, com glucèmia, lipèmia, etc.), és l'augment, normalment excessiu, dels nivells de leptina (protehormona que regula la sensació de gana) a la sang, a conseqüència de l'augment d'adipòcits. Va ser descrita l'any 1994, poc després que JM Friedman descobrís l'existència de l'hormona que la provoca, la leptina. Ràpidament es va observar que els pacients obesos tenen uns nivells elevats de leptina en sang.

## Història

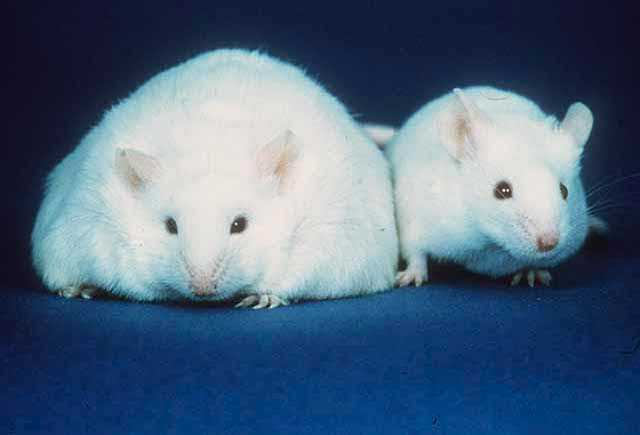
Ratolí amb mutació al gen OB(esquerra)i ratolí normal(dreta).

El 1978, Coleman i més tard Harvey van detectar en els seus estudis amb animals parabiòtics la presència d'una substància capaç de regular la quantitat de greix corporal i el balanç energètic.
Posteriorment, el 1994 es va produir un gran descobriment en la investigació sobre l'obesitat: la revista Nature va publicar l'article Positional cloning of the mouse obese gene and its human homologue (Clonació posicional del gen de l'obesitat del ratolí i el seu homòleg humà), publicat per un grup d'investigació de la Rockefeller University a Nova York encapçalat per JM Friedman, on es descriu el gen Ob en el ratolí, la proteïna que codifica, anomenada leptina, i el seu gen homòleg a l'ésser humà, que posteriorment es va localitzar al cromosoma 7. Més tard, el 1995, Tartaglia va identificar el receptor de la leptina (OB-R).
Aquests experiments van estimular la recerca i investigació biomèdica amb relació a l'obesitat, cosa que ha permès augmentar els nostres coneixements sobre la regulació del pes corporal, les funcions hormonals de les cèl·lules adiposes i la genètica de l'obesitat, ja que des del descobriment del gen ob s'han produït grans avenços en aquest camp i actualment es coneixen més de 400 gens que poden tenir relació amb la predisposició a l'obesitat.

## Epidemiologia
El nombre de persones que presenten hiperleptinèmia, és a dir, un nombre notablement major a 2.97ng leptina/ml sang, varia significativament en funció del sexe i de l'edat. La prevalença de la hiperleptinèmia és d'un 25,92% en adolescents (concretament un 15,38% en els nois adolescents i un 35,7% en les noies). Un 20% de les dones menopàusiques presenten hiperleptinèmia.
D'altra banda, s'ha observat que les persones obeses presenten uns nivells de leptina en sang superiors a la mitjana poblacional. D'aquesta manera, es reconeix la resistència a la leptina com una de les causes del sobrepès quan aquest no pot ser explicat per causes genètiques.

## Leptina

### Definició i estructura

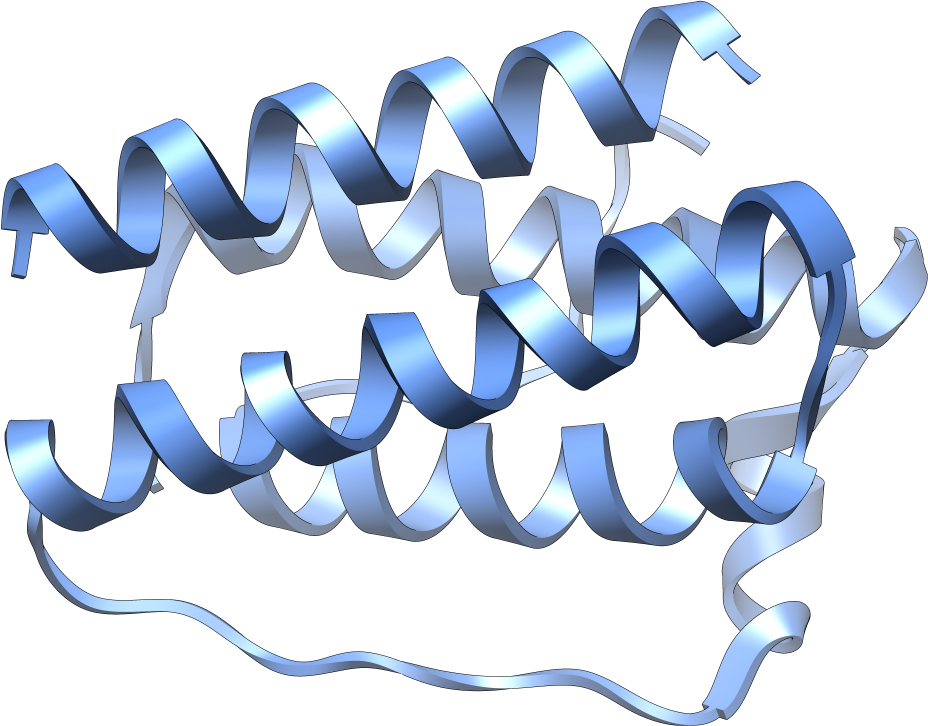
Estructura de la leptina

La leptina és un polipèptid constituït per 146 aminoàcids i una cadena senyal de 21 aminoàcids que es desenganxa quan aquesta hormona passa a la sang. Es secreta en el teixit adipós en una quantitat directament proporcional a la quantitat de greix que aquest acumula. Presenta una estructura tridimensional semblant a la de les citocines, amb 4 hèlix alfa i, per tal que l'hormona sigui activa biològicament, és necessari un pont disulfur entre les cisteïnes situades en posició 96 i 146. La proteïna de 146 aminoàcids té un pes molecular de 16 kDa.
La leptina humana presenta un 84% d'homologia amb la del ratolí i un 83% amb la leptina de la rata. Es localitza majoritàriament a la sang i la seva eliminació és duta a terme per via renal. Aquesta proteïna és codificada pel gen ob, el qual es troba en el cromosoma 7 i el seu ADN conté 15.000 parells de bases nitrogenades. Quan aquesta molècula d'ADN és transcrita a pre-ARN missatger, presenta tres exons separats per dos introns que són eliminats per un procés d'splicing. Les mutacions en el gen ob són de baixa freqüència, per tant, molts dels obesos expressen la leptina.

### Funcions metabòliques

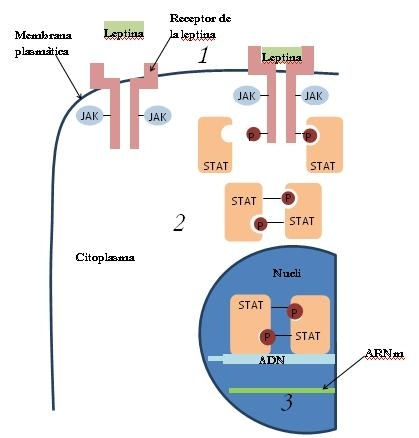
Mecanisme de senyalització de la leptina, que es produeix a l'hipotàlem.

La leptina està implicada en l'homeòstasi de les reserves de greixos de l'organisme i s'encarrega de regular el consum energètic i l'alimentació. Els nivells de leptina en sang són directament proporcionals al nombre i la mida d'adipòcits. Quan hi ha prou reserves energètiques a l'organisme, aquesta hormona actua sobre neurones anorexigèniques i orexigèniques tot fent disminuir la sensació de gana i activant uns mecanismes metabòlics per tal de degradar més combustible i obtenir més energia.
La leptina es secreta a nivell del teixit adipós i circula per la sang fins al nucli arcuat de l'hipotàlem (regió de l'hipotàlem que es troba dins la glàndula hipòfisi, al cervell). En aquesta regió de l'hipotàlem es produeix el reconeixement de la leptina per part del seu receptor. Aquest fet produeix una alteració en l'emissió de senyals neuronals a la regió del cervell que controla la gana. El senyal neuronal retorna al teixit adipós i incrementa la termogènesi. Aquest procés metabòlic té lloc al mitocondri i consisteix en el desacoblament entre la síntesi d'ATP i la cadena respiratòria en la respiració cel·lular (els H+ que són introduïts a l'espai intermembranós no retornen a la matriu mitocondrial a través de les ATP-sintases sinó que ho fan a través d'un canal que la termogenina constitueix en les crestes mitocondrials). Aquest mecanisme implica que l'energia es dissipi en forma de calor perquè es degrada una quantitat més elevada d'àcids grassos.
L'increment de la termogènesi es produeix a causa d'un augment en la síntesi de termogenina (proteïna mitocondrial codificada pel gen UCP1) a nivell dels adipòcits. La leptina impulsa la transcripció del gen UCP1 i, per tant, la síntesi de termogenina. La concentració de leptines varia en funció de la quantitat de reserves energètiques i provoca un augment o una disminució del catabolisme dels àcids grassos i del fenomen de la termogènesi, amb la finalitat de mantenir l'homeòstasi.

## Hiperleptinèmia
L'obesitat és una de les malalties amb més incidència en els països del primer món i consisteix en un excés patològic de teixit adipós. Aquest teixit no és només un magatzem de lípids inert, sinó que és hormonalment actiu: els adipòcits produeixen hormones, com per exemple la leptina, entre moltes d'altres. Així doncs, és fàcil deduir que els nivells de leptina en sang són proporcionals al nombre d'adipòcits, perquè la funció d'aquesta hormona és informar el cervell de la quantitat de teixit adipós que hi ha al cos i produir sensació de sacietat.
Durant la dècada dels anys noranta del segle xx, es va començar a investigar sobre les hormones de la gana i es va veure que la leptina humana era força similar a la d'altres mamífers, com els ratolins. Després dels experiments realitzats per J. M. Friedman i Tartaglia en ratolins, es va observar que tenien una mutació al gen OB productor de leptina, que s'allibera i circula per la sang fins a arribar a l'hipotàlem, i quan actua sobre els seus receptors (OB-R), informa del nivell de reserves adiposes, tot induint canvis en el comportament alimentari. En els experiments, es va descobrir que els ratolins ob/ob tenen una mutació en el gen de la leptina, que provoca que presentin nivells molt baixos de leptina en sang, cosa que s'identificà com la causa de l'obesitat que patien.
En altres ratolins com els db/db, es produeix una alteració en la transcripció genètica de l'ARN missatger que provoca la síntesi d'un receptor modificat incapaç de regular la senyalització. En els ratolins dbPas/dbPas i db3J/dbP3J les mutacions produeixen una falta de dominis transmembrana i intracitoplasmàtics, provocant insensibilitat a la leptina, hiperfàgia i obesitat, entre d'altres. Però amb l'administració de leptina en aquests ratolins, que provocava una pèrdua de gana, aquesta situació era reversible i tornaven a tenir un pes normal mitjançant una normalització de la hiperglucèmia i de la hiperinsulinèmia i un augment de la lipòlisi del teixit adipós.

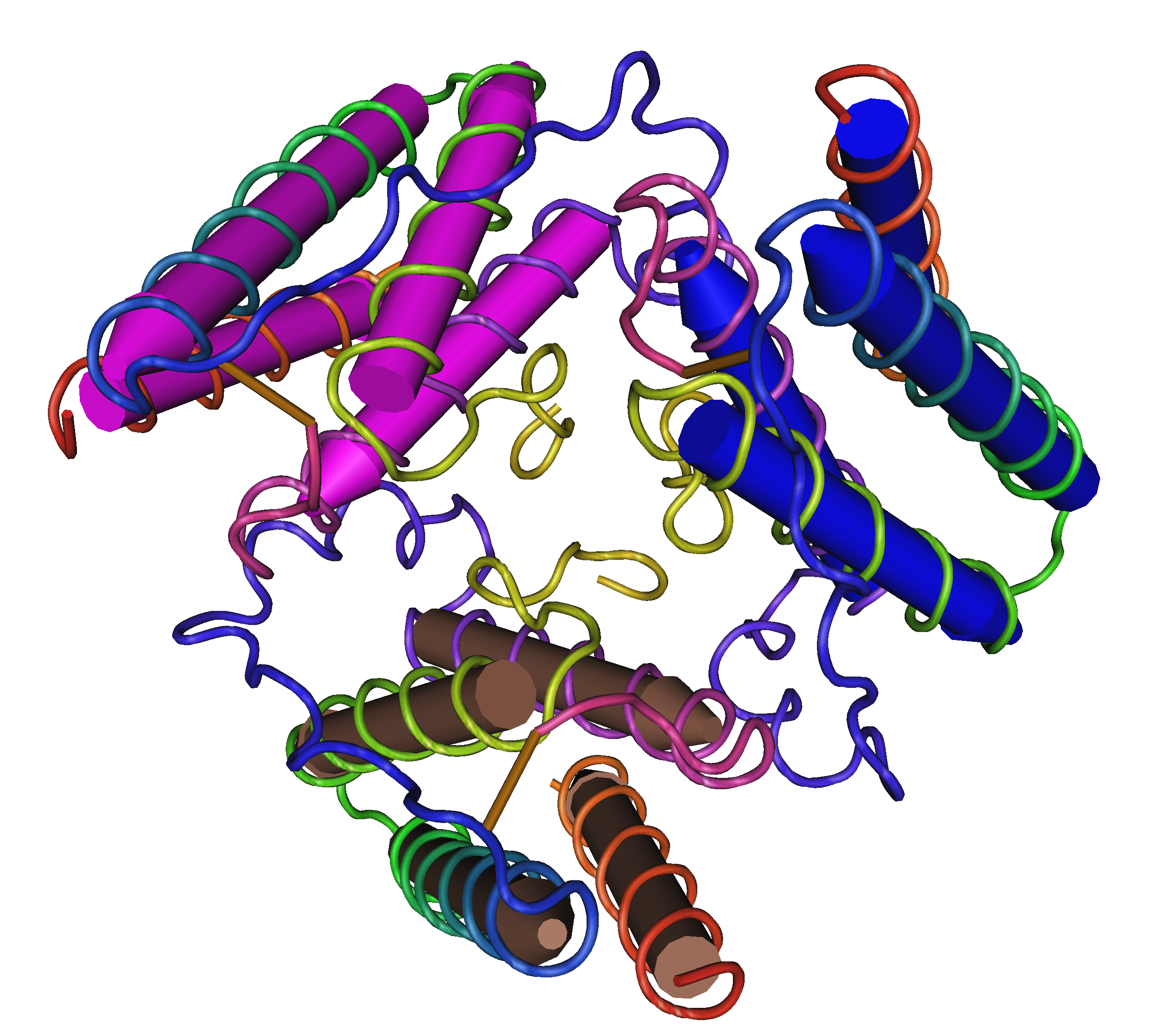
Estructura de la leptina humana

Per això, quan es va descobrir que els ratolins obesos tenien deficiència de leptina i que, en injectar-los l'hormona de ratolins sans, recuperaven ràpidament un pes normal, es va creure que s'havia trobat una cura per l'obesitat humana. Però no fou així: quan es va fer una anàlisi dels nivells de leptina en humans, es va veure que tots els individus, tant prims com obesos, tenien els nivells de leptina que els corresponien d'acord amb la quantitat de teixit adipós que presentaven. A més, tampoc no es van observar mutacions freqüents en el gen ob ni en el seu receptor, excepte en alguns casos molt estranys com l'obesitat familiar amb hipogonadisme. Evidentment, els obesos tenien uns nivells molt més alts de leptina en sang que la resta, cosa que es va batejar amb el nom de hiperleptinèmia. En realitat, però, no es pot considerar una patologia de la producció de leptina, perquè la quantitat que en presenten els obesos és la que correspon pel nombre o la mida dels adipòcits. El problema és un altre: mentre que en individus de pes normal la leptina fa la seva funció (generar sensació de sacietat), en obesos, tot i seguir-se produint (i en altes quantitats), no fa aturar la ingesta, perquè no se senten saciats i segueixen tenint gana.
Normalment, la leptina passa al sistema nerviós central a través d'un sistema transportador mediat per una de les isoformes del receptor OB. En individus normals, existeix una relació adequada entre els nivells de leptina al líquid cefalorraquidi, però en els últims estudis, s'ha detectat que en casos d'obesitat humana, la major concentració de proteïna en sang no es correspon amb un augment proporcional d'aquesta al líquid cefalorraquidi.
Per tant, en humans no hi ha una deficiència de leptina, sinó una insensibilitat a la leptina endògena, per la qual cosa l'administració d'aquesta proteïna tindria una baixa eficàcia en el tractament de l'obesitat en aquests casos. Aquesta resistència a la leptina podria ser causada a nivell d'accés de la proteïna al seu receptor o bé en l'acció post-receptor, alteracions que serien també responsables de la hiperleptinèmia que es presenta característicament en l'obesitat.
Segons aquests estudis, es podria concloure que la hiperleptinèmia no és la causa de l'obesitat humana, sinó un dels factors dins el marc d'aquest trastorn alimentari. Com ja s'ha comentat, els nivells de leptina són directament proporcionals a la quantitat de teixit adipós. Així doncs, els nivells sèrics de leptina en persones de pes normal oscil·len entre 1 μg/ml i 15 μg/ml. En individus amb índex de massa corporal (IMC) superior a 30, els nivells de leptina es troben entorn de 30 μg/ml i poden arribar a ser superiors.
La hiperleptinèmia està associada amb el desenvolupament de malalties cardiovasculars. A més a més, s'ha demostrat l'existència d'una interacció entre els mecanismes de senyalització de les hormones leptina i insulina. De la mateixa manera que existeix una correlació entre la hiperleptinèmia i la hiperinsulinèmia (ambdues relacionades amb l'obesitat). S'ha observat que els mecanismes de senyalització de la leptina i de la insulina es troben interrelacionats. Quan es produeix el reconeixement entre la leptina i el seu receptor s'activen IRS-1 (Insulin receptor substrate 1) i IRS-2 (Insulin receptor substrate 2). IRS-1 i IRS-2 són dues proteïnes que actuen com a lligands i s'uneixen al receptor de la insulina. La fosforilació en radicals de treonina i serina d'aquests lligands està relacionada amb un dèficit en l'activació de la PI-3 quinasa. Aquest enzim té un efecte inotròpic positiu en el teixit muscular cardíac, és a dir, que fa incrementar la força de la contracció muscular del miocardi. La presència d'elevades concentracions de leptina en sang (hiperleptinèmia) inhibeix l'activació de la PI-3 quinasa i, com a conseqüència, està relacionada amb una disminució de la contracció muscular del miocardi.